# Meizu X8
Meizu X8 — смартфон середнього рівня, розроблений компанією Meizu. Був представлений 19 вересня 2018 року разом з Meizu 16X, Meizu V8 та V8 Pro.

## Дизайн
Задня та передня панелі виконані зі скла, а рамка — з алюмінію.
Знизу знаходяться роз'єм USB-C і сітки динаміка та мікрофона, зверху — 3,5 мм аудіороз'єм, зліва — лоток під 2 SIM-картки, а справа гойдалка регулювання гучності та кнопка блокування. Сканер відбитків пальців знаходиться на задній панелі.
Meizu X8 продавався в 3 кольорах: чорному, синьому та білому.

## Технічні характеристики

### Апаратне забезпечення
Meizu X8 отримав систему на кристалі середнього рівня Qualcomm Snapdragon 710 з графічним процесором Adreno 616. Смартфон продавався в конфігураціях 4/64, 6/64 та 6/128 ГБ.
Батарея отримала об'єм 3210 мА·год та підтримку швидкої зарядки mCharge 4 потужністю 24 Вт.
Пристрій має 6,2-дюймовий дисплей типу IPS LCD з роздільною здатністю Full HD+ (2220 × 1080) зі співвідношенням сторін 18,5:9, щільністю пікселів 398 ppi та вирізом під датчик наближення/освітлення, розмовний динамік та фронтальну камеру.
Meizu X8 отримав основну подвійну камеру із ширококутний об'єктивом на 12 Мп з діафрагмою f/1.9 і фазовим автофокусом dual pixel та сенсором глибини на 5 Мп. Також смартфон має передню камеру на 20 Мп з діафрагмою f/2.0. Основна те передня камери вміють записувати відео в роздільній здатності 1080p@30fps.

### Програмне забезпечення
Meizu X8 був випущений на Flyme 7.1, що базувалася на Android 8.0 Oreo, і пізніше був оновлений до Flyme 8.1 на базі Android 9 Pie. Планувалося, що смартфон отримає Android 10, але за великої кількості проблем оновлення було скасоване.